# Adso da Montier-en-Der
Adso da Montier-en-Der (913 ? – 992) è stato un abate e scrittore francese, famoso per aver scritto il De ortu et tempore Antichristi.

## Biografia
Nato in una nobile famiglia, Adso compì il suo noviziato presso il monastero di Luxeuil, dove ricevette una buona educazione. In seguito fu chiamato a insegnare presso il monastero di Saint-Èvre a Toul. Nel 935 entrò nel monastero di Montier-en-Der e ne divenne abate nel 967. Adso fu in contatto con alcune tra le più insigni personalità politiche e religiose del suo tempo: Gerberga di Sassonia, moglie di Luigi IV di Francia e sorella di Ottone I di Sassonia; Gerberto di Aurillac, abate di Bobbio, futuro papa con il nome di Silvestro II; l'abate di Fleury, che gli chiese di compilare una edizione in versi sul secondo libro dei Dialoghi, un'opera agiografica e dottrinale redatta da papa Gregorio I. Nel 990 Adso divenne abate del monastero di St. Bénigne a Digione. Morì due anni dopo mentre era in viaggio verso la Terra santa.

## Adso come letterato
Adso era un uomo di lettere e un riformatore. Esperto di letteratura classica, possedeva una notevole biblioteca personale. Oltre alla sovracitata edizione dei Dialoghi (non più esistente), compose altre opere in versi, poemi e inni sacri. Scrisse le biografie di diversi santi, tra questi quella del vescovo Mansueto di Toul.
L'opera più importante di Adso rimane tuttavia l'Epistola ad Gerbergam reginam de ortu et tempore Antichristi (Lettera alla regina Gerberga sul luogo e sul tempo dell'Anticristo), nota anche come Libellus de Antichristi. Scritto su richiesta della regina Gerberga, il trattato si configura come una raccolta di tradizioni associate alla venuta dell'Anticristo.
Secondo Adso l'Anticristo non giungerà fintantoché l'impero dei Franchi rimarrà stabile. Esso nascerà nella città di Babilonia nella tribù ebrea di Dan. In seguito giungerà a Gerusalemme, dove compirà miracoli e resusciterà morti, affermando di essere il figlio di Dio. Guadagnato il sostegno di re e imperatori inizierà a perseguitare i cristiani, durante un periodo che durerà tre anni e mezzo. Nella battaglia finale presso il monte degli Ulivi a Gerusalemme l'Anticristo verrà ucciso da Cristo o dall'arcangelo Michele. In seguito alla sua morte giungerà alfine la pace e il mondo sarà pronto per il giudizio finale. La sua opera sull'Anticristo è stata una delle fonti di ispirazione del poema in lingua medio-altotedesca "Der Antichrist" di Ava (secolo XII).
La vita dell'Anticristo di Adso godette di immensa popolarità durante il Medio Evo. Esistono nove versioni del manoscritto, per un totale di 171 copie medioevali. Oltre alla versione latina originaria esistono traduzioni in volgare dell'opera, la prima delle quali in lingua inglese antica (XII secolo).
Il suo nome e la sua opera Libellus de Antichristi vengono nominati, facendo ovvia la similitudine del suo nome con quello del personaggio protagonista Adso da Melk, nel romanzo Il nome della rosa di Umberto Eco.